# Весолувко
Весолувко (пол. Wesołówko, нім. Fröhlichswalde) — село в Польщі, у гміні Вельбарк Щиценського повіту Вармінсько-Мазурського воєводства.
Населення — 100 осіб (2011).
У 1975-1998 роках село належало до Ольштинського воєводства.

## Демографія
Демографічна структура станом на 31 березня 2011 року:
|          | Загалом | Допрацездатний вік | Працездатний вік | Постпрацездатний вік |
| -------- | ------- | ------------------ | ---------------- | -------------------- |
| Чоловіки | 50      | 6                  | 41               | 3                    |
| Жінки    | 50      | 11                 | 35               | 4                    |
| Разом    | 100     | 17                 | 76               | 7                    |